# Тымпалка
Тымпа́лка — ручей в Ярском районе Удмуртии (Россия), левый приток Сады. 
Длина реки составляет 12 км.
Река берёт начало на Красногорской возвышенности в Зюинском сельском поселении рядом с селом Новый Путь. Верхнее течение запружено и пересыхает. Протекает в северо-восточном направлении. Имеет несколько мелких притоков. Между сёлами Новый Путь и Тюрики небольшой участок реки проходит по границе между Кировской областью (Петруненское сельское поселение) и Удмуртией. Впадает слева в реку Саду около деревни Тымпал Уканского сельского поселения.
На реке расположены населённые пункты: Новый Путь, Тюрики и Тымпал.